# Мастерс, Лиза
Лиза Линн Ма́стерс (англ. Lisa Lynn Masters; 20 марта 1964, Омаха, Небраска — 15 ноября 2016, Лима) — американская актриса

, писательница и фотомодель.

## Ранняя жизнь и образование
Мастерс родилась в Омахе, штат Небраска, а выросла в Эшвилле, штат Северная Каролина. Она окончила Государственный университет Аппалачи по специальности «Телерадиовещание» и получила дополнительную специальность «Танец модерн». Позже училась в Высшей школе журналистики Колумбийского университета.

## Карьера
После окончания колледжа Мастерс работала в качестве модели и репортёра, а также сыграла неуказанную в титрах роль репортёра №2 в фильме «Осада». Она появлялась в телевизионных рекламных роликах, а позже снялась в фильме «Степфордские жёны».
Мастерс продолжила работать моделью и снялась в нескольких телесериалах, в том числе в эпизодах шоу «Закон и порядок: Преступное намерение» и «Закон и порядок: Специальный корпус», «Дурнушка» и «Несгибаемая Кимми Шмидт».

## Личная жизнь
3 марта 2004 года Мастерс вышла замуж за практикующего целителя Уильяма Брукса. Они жили в Бруклине.
В ночь на 15 ноября 2016 года Мастерс была найдена повешеной в шкафу номеря отеля в Лиме, Перу, где находилась в связи с работой моделью. Полиция квалифицировала произошедшее как самоубийство, поскольку рядом с телом Мастерс были обнаружены антидепрессанты, сотовый телефон с инструкциями, как связаться с её родственниками в Соединённых Штатах и два письма, в которых среди прочего Мастерс изложила историю своих психических заболеваний.

## Избранная фильмография
| Год  |   | Русское название | Оригинальное название | Роль         |
| ---- | - | ---------------- | --------------------- | ------------ |
| 2011 | с | Сплетница        | Gossip Girl           | Брин Харольд |